# Comino

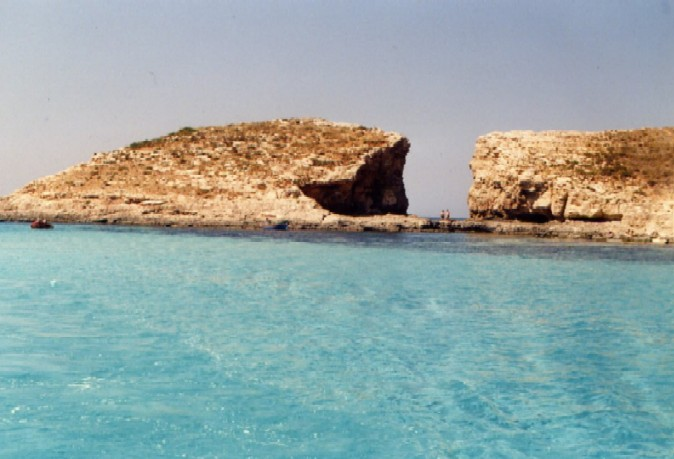
Modrá laguna (Comino)

Comino, maltsky Kemmuna, je menší ostrůvek, jeden ze skupiny ostrovů ve Středozemním moři, náležející republice Malta. Nachází se také v Regionu Gozo.
Comino má rozlohu pouhé 3 km² a jen tři stálé obyvatele poté, co čtvrtý zemřel v roce 2017. Na ostrůvku, kde nejsou žádné dopravní prostředky, je jen malý hotel a penzión, otevřený během turistické sezóny. Kromě chovu koz a ovcí se zde v menší míře pěstuje víno a chovají včely.

## Životní prostředí
Z geologického hlediska je ostrov krasové povahy, v krajině převažuje keřovitý porost. Byly provedeny lokální pokusy o omezené zalesňování borovicemi. Na písečných dunách v oblasti zátoky Santa Maria se zachovaly některé formy původní vegetace, včetně rostlin rodu drmek a keřů nebo stromů tamaryšků. Ostrov byl zařazen mezi Významná ptačí území (IBA), protože zde pravidelně hnízdí 50–80 chovných párů buřňáků středomořských.

## Cestovní ruch a filmový průmysl

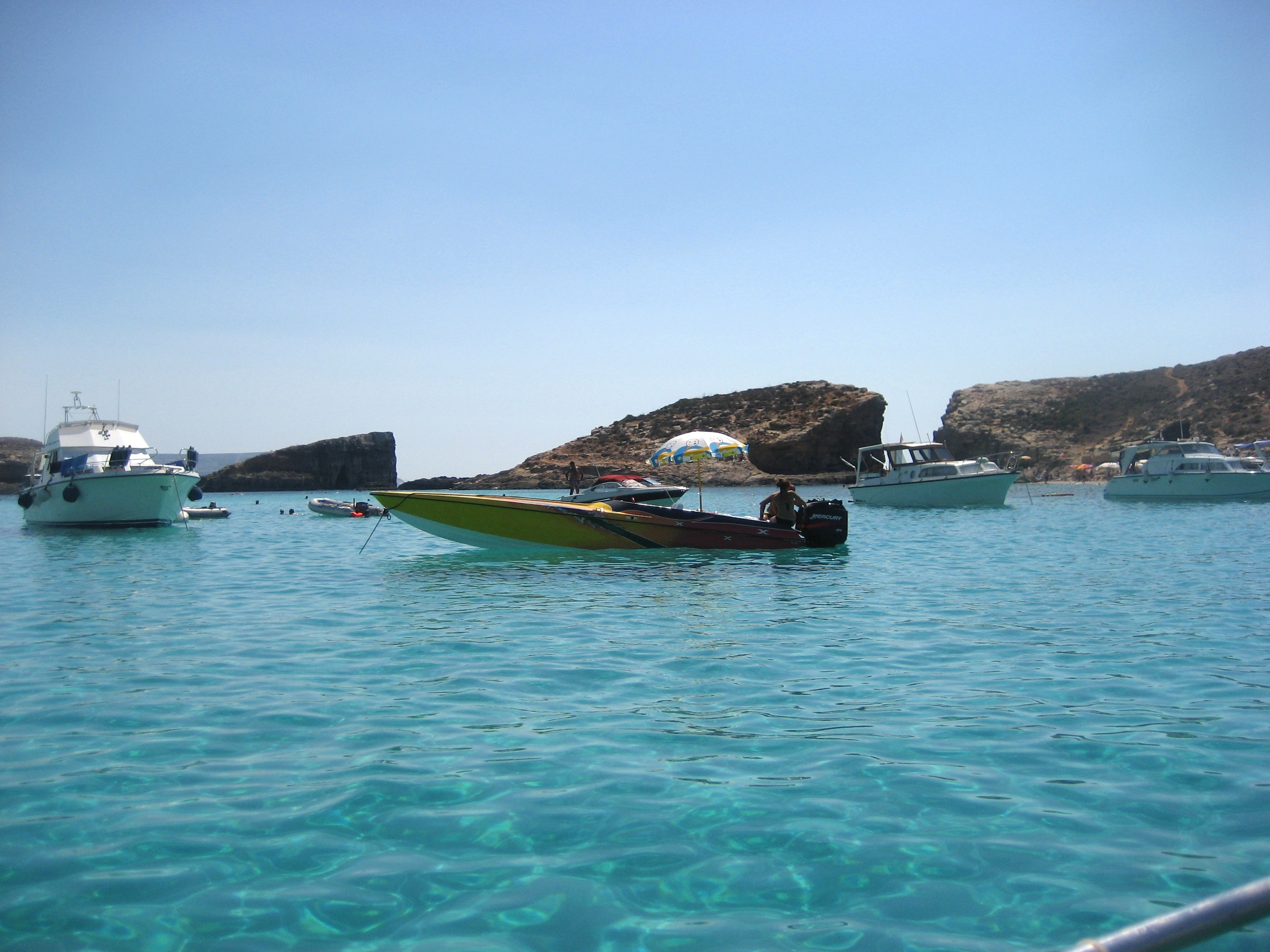
Modrá laguna s lodi a Cominottem v pozadí

Mezi Cominem a přilehlými ostrůvky Cominotto (maltsky: Kemmunett) leží průhledné, azurové vody Modré laguny (maltsky: Bejn il-Kmiemen, překladem doslova „mezi Cominami“). Tato malebná laguna s bílým písčitým dnem a bohatým podmořským životem je denně navštěvována velkým počtem turistů a výletních lodí. Patří mezi oblíbená místa pro potápěče, šnorchlery a plavce. Dalšími plážemi na Cominu jsou pláž v Zátoce Sv. Panny Marie (maltsky: Ramla ta Santa Marija) a pláž v zátoce St. Mikuláše (maltsky: Bajja San Niklaw).
Comino je také velmi oblíbeným místem pro filmaře. Objevuje se ve filmech Troja nebo Hrabě Monte Christo (z roku 2002), kde vystupuje jako známá Pevnost If (vězení).